# Мостафа Хомейни
Мостафа Хомейни (перс. سید مصطفی خمینی‎; 12 декабря 1930, Кум, Шаханшахское Государство Иран — 23 октября 1977, Эн-Наджаф, Ирак) — иранский священнослужитель и старший сын аятоллы Хомейни.

## Ранняя жизнь и образование
Мостафа родился в Куме 12 декабря 1930 года. Он был старшим сыном Рухоллы Хомейни и Хадидже Сакафи, дочери уважаемого священнослужителя Хаджа Мирзы Техрани. Окончил Кумский теологический центр.

## Деятельность
Мостафа участвовал в религиозно-политическом движении своего отца. Был арестован и заключён в тюрьму после подавления беспорядков июня 1963 года. 3 декабря 1964 года он присоединился к своему отцу в изгнании в Бурсе (Турция), который был выслан ещё в ноябре. Затем он жил со своей семьёй в Эн-Наджафе (Ирак). Он и его брат Ахмад стали частью подпольного движения Хомейни в Эн-Наджафе. В группу также входили Мохаммад Бехешти и Муртаза Мутаххари.

## Смерть
Мостафа Хомейни умер в Эн-Наджафе 23 октября 1977 года. Он был похоронен там же в святыне Имама Али.
Его смерть была расценена как подозрительная как последователями аятоллы Хомейни, так и простыми людьми Ирана из-за того, что о его смерти было объявлено, когда он находился под опекой полиции, и различных сообщений о том, что на месте происшествия присутствовали агенты САВАК. Как следствие, его смерть была приписана действиям шахской тайной полиции САВАК. Последователи Хомейни считали, что Мостафа был отравлен шахскими агентами. Аятолла Хомейни позже описал смерть Мостафы как «мученичество» и одну из «скрытых милостей» Бога, поскольку она подпитывала растущее недовольство населения режимом шаха, которое, наконец, привело к иранской революции чуть более чем через год после смерти Мостафы.

## Отчёт САВАК (ноябрь 1977 г.)
Публикация 1 ноября 1977 года новости о таинственной смерти Мостафы Хомейни вызвала брожение в Иране — сторонники Хомейни начали организовывать собрания и митинги, которые приняли анти-шахский характер. На седьмой день «мученической смерти» Мостафы Хомейни жители Йезда, видные деятели революционных движений провели траурное собрание. Агенты САВАК внимательно следили за событием и освещали его в многочисленных отчетах.
Согласно документу САВАК в книге «Размышления и последствия таинственной смерти аятоллы Мостафы Хомейни согласно документам», опубликованной «Центром документов Исламской революции», секретный агент САВАК в конфиденциальном отчете сообщил все детали о траурной процессии и тех людях, которые на митинге начали открыто критиковать шахский режим.